# Autodectis
Autodectis là một chi bướm đêm thuộc họ Gelechiidae.